# سيمون ديني
سيمون ديني (بالإنجليزية: Simon Denny)‏ هو فنان نيوزيلندي، ولد في 1982 في أوكلاند في نيوزيلندا.